# Músculo articular do joelho
O músculo articular do joelho (Articularis genu) é um músculo da perna, e compreende as fibras distais do músculo vasto intermédio.